# Катастрофа MD-11 у Шанхаї (1999)
Катастрофа MD-11 в Шанхаї (1999) — авіаційна катастрофа, що сталася 15 квітня 1999 року. Вантажний літак McDonnell Douglas MD-11F південнокорейської авіакомпанії Korean Air Cargo виконував плановий рейс KE6316 (позивний — KAL6316) за маршрутом Шанхай — Сеул, але зразу після вильоту з шанхайського аеропорту Хунцяо (через 4 хвилини після злету) літак впав на землю в межах міста. У катастрофі загинули 8 осіб — всі 3 члени екіпажу, що знаходилися на борту і ще 5 людей на землі. Ще 42 людини на землі отримали поранення.